# Baía de Mezen

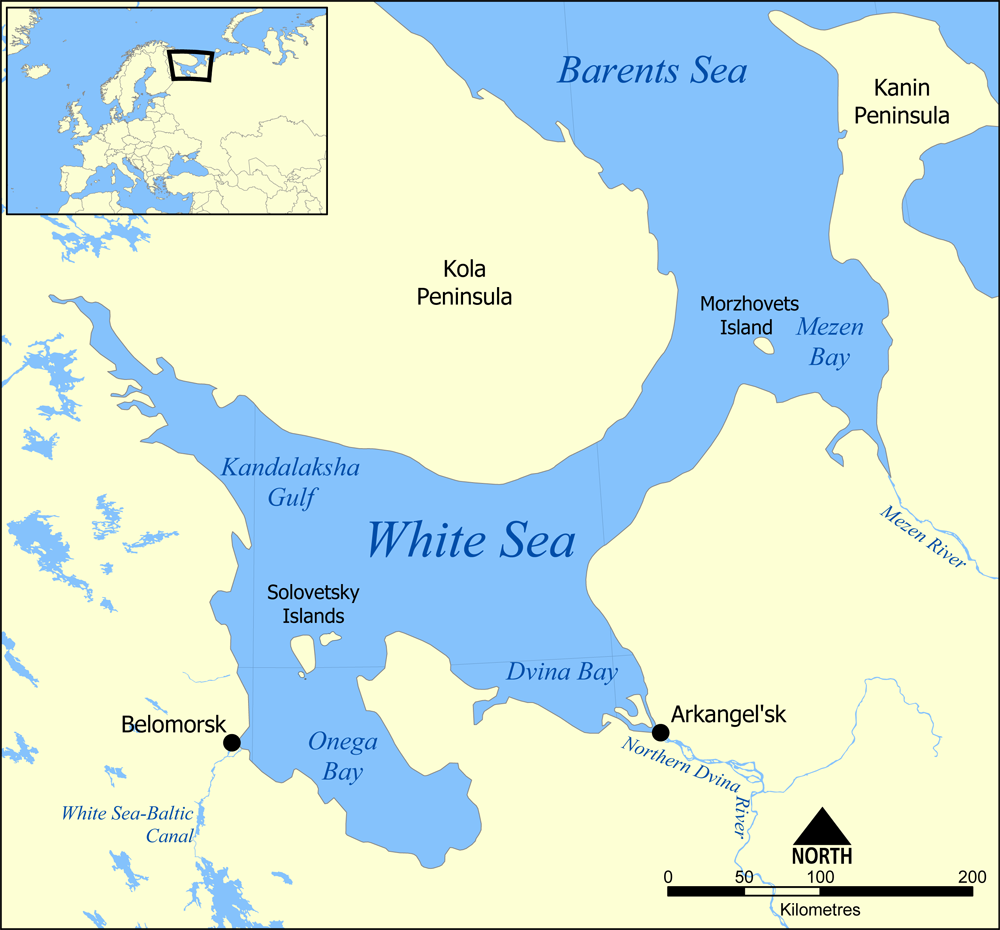
Mapa do Mar Branco, estando indicada a Baía de Mezen.

A baía de Mezen (em russo:  Мезенская губа) é uma baía do mar Branco, situada no oblast de Arkhangelsk e Nenétsia no Distrito Federal do Noroeste da Rússia.
É uma das quatro grandes baías e golfos do mar Branco, sendo as outras a baía Dvina, a baía Onega, e o golfo de Kandalaksha. A baía de Mezem é a mais oriental destas quatro, e fica a sul da península de Kanin. A ilha Morzhovets situa-se à entrada desta baía. Os dois principais rios que desaguam na baía de Mezem são o Kuloy, e o rio Mezen. A área da baía é 6630 km2, tem 105 km de comprimento e 97 km de largura. As marés na baía de Mezen atingem 10 m de altura e são as maiores do mar Branco.
A parte norte da baía, a sul da ilha Morzhovets, é atravessada pelo Círculo Polar Ártico.